# Otto mesi in due ore

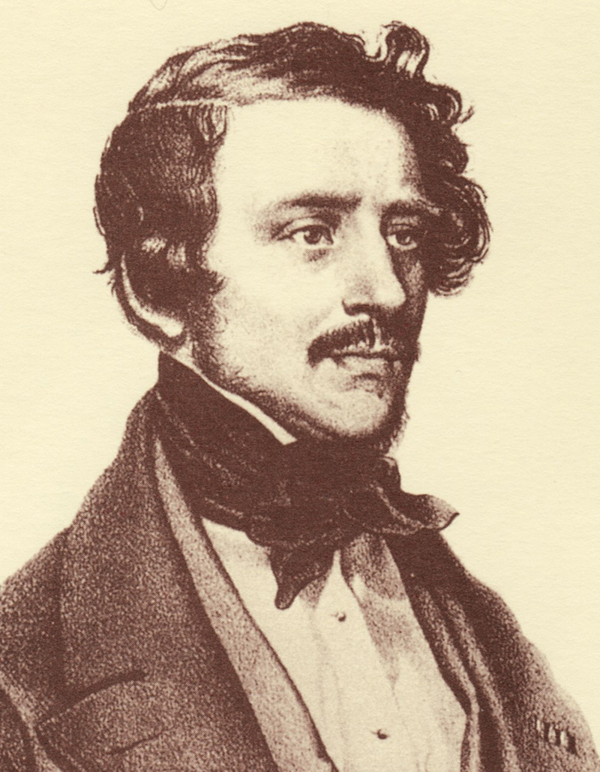
Gaetano Donizetti.

Otto mesi in due ore ossia Gli esiliati in Siberia (Åtta månader på två timmar eller De landsförvisade i Sibirien) är en italiensk opera i tre akter med musik av Gaetano Donizetti och libretto av Domenico Gilardoni efter novellen Elisabeth, ou Les exilés de Sibérie av Sophie Ristaud Cottin (1806) och pjäsen La figlia dell’esiliato, ossia Otto mesi in due ore av Luigi Marchionni (1820).

## Historia
Operans första version hade titeln Otto mesi in due ore och hade premiär den 13 maj 1827 på Teatro Nuovo i Neapel. Den spelades 50 gånger under den första säsongen. 1831 framfördes den i Florens under titeln Gli esiliati in Siberia men nådde endast en blygsam succé 1832 reviderade Donizetti operan något och ändrade Elisabettas sopranroll för den populära kontraalten Caroline Ungher. Till premiären i Livorno 1833 reviderade han än en gång operan.
Mellan 1838 och 1840 arbetade Donizetti om operan igen och lade till ny musik för en längre version som var tänkt att uppföras i Paris: Élisabetta ou la fille de l'exilé. Det franska librettot skrevs av Adolphe de Leuven och Léon-Lévy Runswick. Från denna franska version gjorde Donizetti även en italiensk version, Elisabetta, som han erbjöd till Her Majesty's Theatre in London. Inte heller denna version framfördes under Donizettis levnad.
Den italienske tonsättaren Uranio Fontana gjorde ett försök att återuppliva den franska versionen efter Donizettis död. Men Fontana hade inte tillgång till Donizettis partitur, som vid den tiden fanns i London. I stället försökte han kombinera originalversionen av Otto mesi in due ore med De Leuvens och Brunswicks utökade libretto och komponerade själv den musik som saknades (över halva operan). Fontana-versionen hade premiär 1853 på Théâtre Lyrique i Paris.

### Uppföranden under 1900-talet

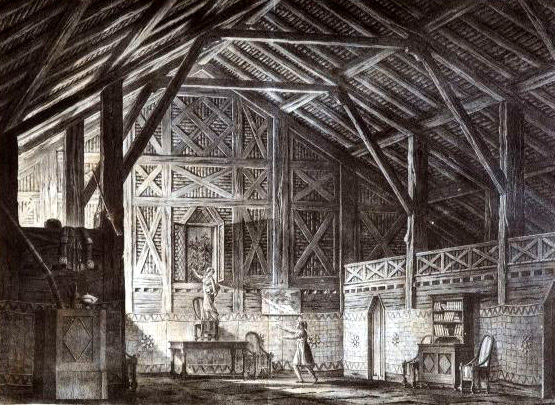
Dekor till akt I från 1827.

Det sedan länge försvunna partituret till Elisabetta hittades sedermera i källaren till Londons Royal Opera House. Akt 1 och 3 hittades 1984 och akt 2 1988. Denna version hade premiär den 16 december 1997 i Royal Festival Hall i London.
Den 17 juli 2003 framfördes 1840 års franska version, Élisabeth ou la fille de l'exilé, i ett konsertant uppförande i New York. Versionen bestod av det franska librettot, Londonversionens orkestrering och originalpartituret till Otto mesi in due ore för finalarian. Recitativen från Elisabetta gjordes om till talad dialog då den franska versionen var tänkt som en opéra comique.

## Personer
| Roller                                                          | Röstläge    | Premiärbesättning 13 maj 1827 (Dirigent: okänd) |
| --------------------------------------------------------------- | ----------- | ----------------------------------------------- |
| L'imperatore, Tsar                                              | tenor       | Antonio Manzi                                   |
| Il Grande Maresciallo, Grand Marshal                            | bas         | Giuseppe Fioravanti                             |
| Conte Stanislao Potoski                                         | tenor       | Giuseppe Loira                                  |
| Contessa Fedora, Potoskis hustru                                | mezzosopran | Signora Servoli                                 |
| Elisabetta, deras dotter                                        | sopran      | Caterina Lipparini                              |
| Maria, Elisabettas amma                                         | mezzosopran | Francesca Ceccherini                            |
| Michele, Marias son och kurir för ryska regeringen              | bass        | Gennaro Luzio                                   |
| Ivano, en före detta aristokrat, numera färjkarl på floden Kama | bas         | Vincenzo Galli                                  |
| Alterkan, ledare för tartarerna                                 | bas         | Raffaele Scalese                                |
| Orzak, en annan tartarledare                                    | tenor       | Giuseppe Papi                                   |

## Handling
Greve Potoski, hans hustru och deras dotter Elisabetta har förvisats i exil till Sibirien. De lever i ett skjul intill ett kloster. Elisabetta beger sig till fots den långa vägen till Moskva för att be on nåd inför tsaren. På vägen tas hon omhand om en tartarhord. Först var de hotfulla men veknade inför hennes oskuldsfullhet och ärlighet. Hon möter också Ivano som var skyldig till familjens exil. Han arbetar nu som färjkarl på floden Kama. När floden svämmar över räddar sig Elisabetta genom att göra en flotte av den träkista som tillhörde Ivanos döda dotter. Väl framme i Moskva möter hon riksmarskalken, även han delaktig i familjens exil. Han försöker sätta käppar i hjulet för Elisabettas nådeansökan. Men hon lyckas få ett möte med tsaren som under tiden har fått ett brev från sin kurir Michele (som är vän till Elisabetta och son till hennes amma). I brevet ges en förklaring till den orättvisa som har skett. Tsaren benådar hela familjen som återförenas i Moskva.